# طبرسی و مجمع‌البیان
طبرسی و مجمع البیان کتابی از حسین کریمان است که در سال ۱۳۴۰ منتشر و برندهٔ جایزه کتاب سال سلطنتی شد.